# Jaime Zavala
Jaime Zavala Costa (Lima, 7 de junio de 1944) es un abogado laboralista, catedrático, escritor y político peruano.

## Biografía
Hijo de Alcibiades Zavala Achutegui y Livia Esperanza Magdalena Costa Elice. Primo hermano de los exministros Carlos Ferrero Costa, Eduardo Ferrero Costa y Gino Costa Santolalla, así como de los abogados Raúl Ferrero Costa y Augusto Ferrero Costa. 
Realizó sus estudios de primaria en la el Colegio Inmaculado Corazón y luego en el Colegio Santa María Marianistas.
Ingresó a la Pontificia Universidad Católica del Perú, en dónde se graduó como Abogado en 1969. Obtuvo un diploma en Derecho Comercial en la Universidad Libre de Bruselas y uno en Relaciones Laborales en la Universidad de Bolonia. Tiene una Maestría en derecho laboral en la Universidad de San Martín de Porres.
De 1991 a 2000 fue delegado de la Confederación Nacional de Instituciones Empresariales Privadas (CONFIEP) en las conferencias anuales de la Organización Internacional del Trabajo en Ginebra.
De 2003 a 2005 se desempeñó como Presidente de la Sociedad Peruana de Derecho del Trabajo y de la Seguridad Social; en el año 2012 fue reelegido como tal.
Es Académico de Número de la Academia Peruana de Derecho y ha ejercido la docencia en la Universidad de Lima.

## Vida Política
En las elecciones Municipales de 1980 fue elegido regidor del Distrito de La Molina por el partido Acción Popular.
Fue designado Ministro de Trabajo y Promoción Social por Valentín Paniagua en noviembre de 2000, en el marco del gobierno transitorio.
En su gestión, impulsó la instalación del Consejo Nacional de Trabajo y Promoción Social entidad que era necesaria para solucionar problemas laborales surgidos durante el régimen de Alberto Fujimori con la participación de la Confederación General de Trabajadores del Perú y distintos gremios. Del mismo modo, estableció medidas para la reforma laboral y para la suspensión de despidos intempestivos debido a observaciones de la OIT.

## Publicaciones
- Procedimientos Laborales (1983)
- Derecho y Contrato de Seguros
- Legislación de la Actividad Aseguradora (1984)
- Disposiciones Especiales que Regulan el Derecho del Trabajo (2001)
- Manual del Inspector de Trabajo